# Sekundenpendel

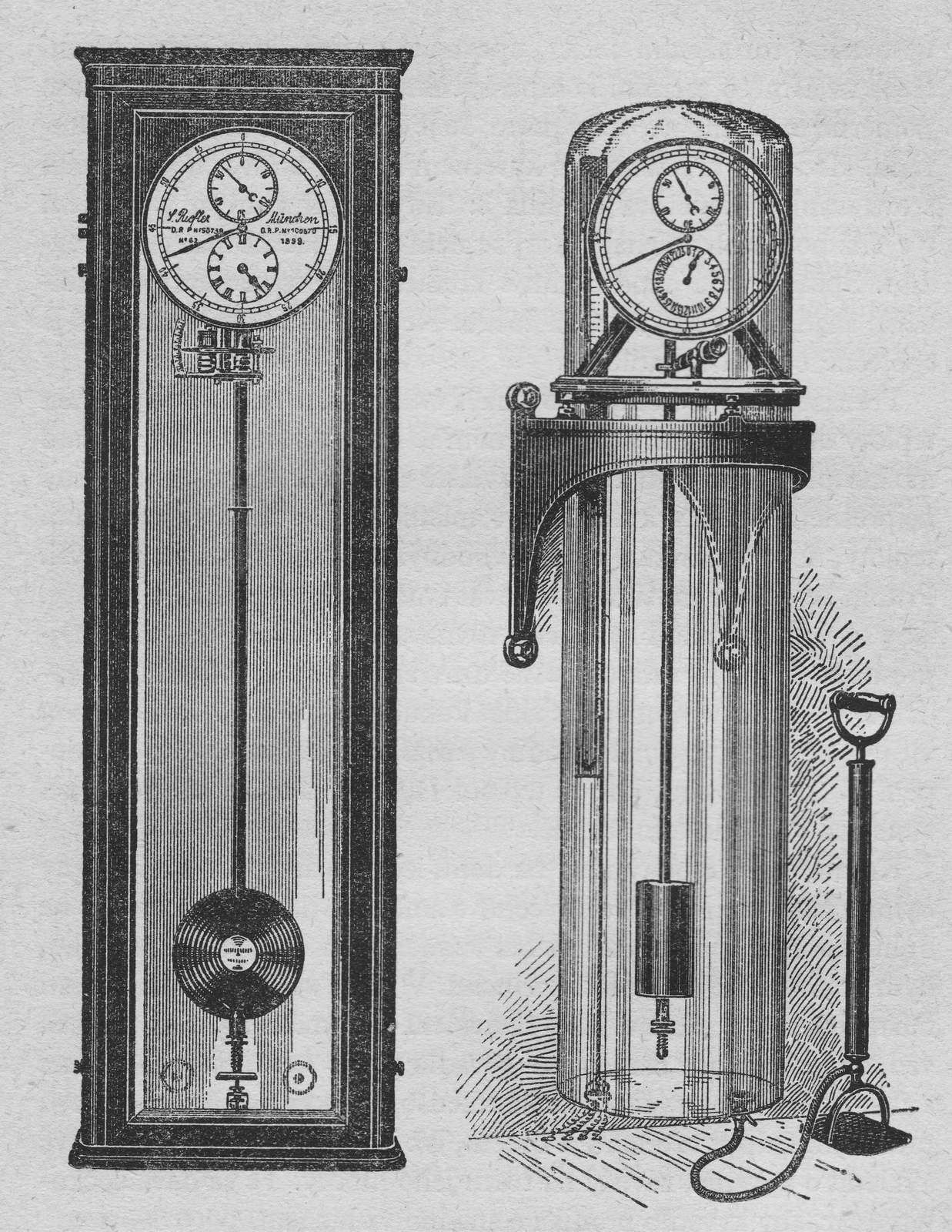
Riefler Präzisionspendeluhren mit Sekundenpendel und Kompensation

Als Sekundenpendel bezeichnet man ein Pendel, das für eine Halbschwingung (in der Uhrmacherei „Schlag“ genannt) genau eine Sekunde benötigt. Als man noch keine genauen Uhren hatte, wurde es zur Messung kurzer Zeitspannen und für physikalische Versuche verwendet. Ab dem 17. Jahrhundert benutzte man es für genaue Pendeluhren, insbesondere auf Sternwarten zur Zeitbestimmung und zur präzisen Vermessung von Sternörtern.
Die Pariser Akademie diskutierte 1790, ob es zur Definition eines neuen Längenmaßes – des Meters – geeignet sei; tatsächlich beträgt seine Länge etwa einen Meter. Jedoch ist die Schwingungsdauer zwar von der Masse des Pendelkörpers unabhängig, wird aber von der herrschenden Schwerkraft beeinflusst. Daher hat das Sekundenpendel je nach geografischer Breite des Standorts zwischen 99,1 und 99,6 cm Länge.

## Mathematisches Pendel
Das theoretisch ideale Pendel wäre eine Punktmasse am Ende eines masselosen Stabes, der mit unendlich kleiner Amplitude um eine reibungsfreie Achse schwingt. Auf dem 45. Breitengrad hat dieses mathematische Sekundenpendel eine Länge von 99,4 cm. Diese Länge ergibt sich daraus, dass die Schwingungsdauer {\displaystyle T} eines idealen Pendels nur von seiner Länge {\displaystyle l} und der Erdbeschleunigung {\displaystyle g} abhängt
{\displaystyle T=2\pi {\sqrt {\frac {l}{g}}}}.
Die benötigte Pendellänge beträgt in Abhängigkeit von der Dauer einer Halbschwingung {\displaystyle T_{1/2}}
{\displaystyle l=g\left({\frac {T_{1/2}}{\pi }}\right)^{2}}.
Mit {\displaystyle T_{1/2}=1\ \mathrm {s} } und {\displaystyle g=9{,}806\ \mathrm {\frac {m}{s^{2}}} } erhält man also {\displaystyle l=0{,}9936\ \mathrm {m} }.
Der Wert für g = 9,806 m/s² trifft nur für Meeresniveau und mittlere geografische Breiten zu. Am Erdäquator beträgt er 9,7803 und an den Polen 9,8322 m/s².
Die angegebene Formel der Schwingungsdauer ist eine Linearisierung der Bewegungsgleichung. Sie gilt nur für ein vereinfachtes mathematisches Pendel mit unendlich kleiner Schwingungsweite, was streng physikalisch nicht möglich ist. Auch sind weder Massenverteilung (Schwerpunkt des Pendelkörpers) noch Amplitudenfehler berücksichtigt. Für die grobe Abschätzung der Länge eines Uhrpendels ist die Formel jedoch praktisch.

## Einfluss der Schwingungsweite
Die linearisierte Formel (ohne die Glieder höherer Ordnung) täuscht dem Anwender einen Isochronismus vor, als ob für unterschiedliche Schwingungsweite (Amplitude) die gleiche Periode gelten würde. Der Rechenfehler dieser Kleinwinkelnäherung liegt bei einer Betriebsamplitude von 120 Bogenminuten (2°) bei 0,02 %, kann jedoch bei weit ausschwingenden Pendeln in den Prozentbereich gehen. Ein Uhrenpendel mit einer Schwingungsamplitude von 31° würde gegenüber einer gleichen Uhr, die mit 30° Amplitude schwingt, täglich 100 Sekunden verlieren. Bei den Amplituden von 11° und 10° liegt dieser Wert bei 35 s. Bei kleinen Schwingungsweiten ist der Amplitudenfehler also für den Hausgebrauch vernachlässigbar.
Das Sekundenpendel hat sich in Präzisionspendeluhren allgemein als Frequenznormal durchgesetzt. Als man durch präzisere Mechanik der Uhrhemmung die Reibung verringern und die Amplitude konstant halten konnte, erhöhte sich die Ganggenauigkeit auf einige Millionstel. Der Sekundenzeiger wurde mit der Welle des Hemmungsrades verbunden, sodass er genau mit dem Pendelschlag weiterspringt und die Auge-Ohr-Methode der Zeitmessung wesentlich verfeinert.
Durch spezielle konstruktive Kniffe wie Kompensation thermischer Effekte, Evakuierung und systematische Unterdrückung äußerer Störgrößen ließen sich schon im 18. Jahrhundert Genauigkeiten besser als eine Zehntelsekunde pro Tag erreichen, was erst um 1930 durch die ersten Quarzuhren übertroffen wurde. Um diese Zeit erreichten aber auch die fast reibungsfreien Shortt-Uhren bereits 0,01 s/Tag.
Im Zuge der Einführung des Meters war ursprünglich eine Definition dieses Längenmaßes mittels eines Sekundenpendels bei 45°N geplant; stattdessen wurde bei der Einführung des Meters 1793 aber eine genauere, geodätische Definition (1 m = 1/10.000.000 der Länge des durch Paris verlaufenden Meridianquadranten) benutzt, da für die Erdfigur bereits ein Ellipsoid vermutet wurde.

## Geschichte

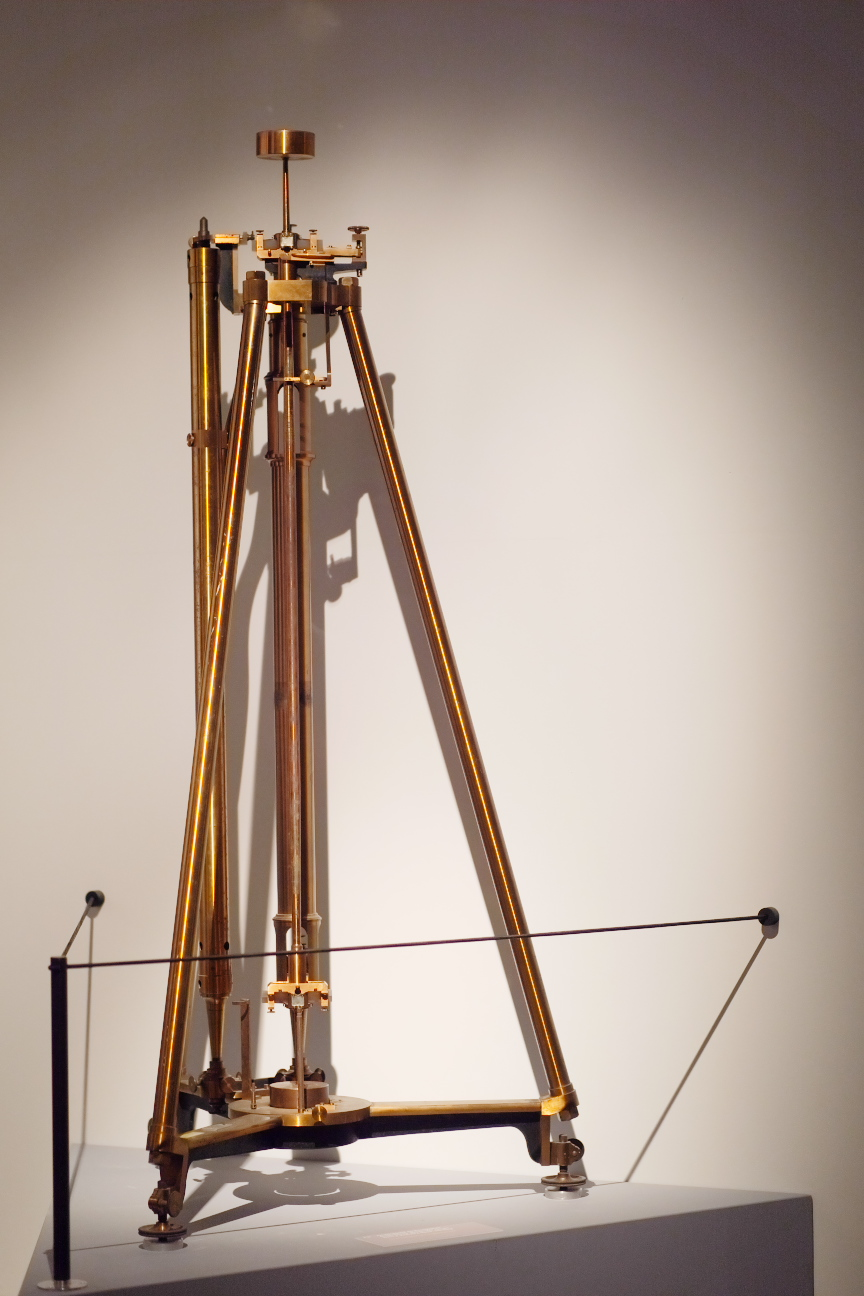
Pendelapparat mit Sekunden-Reversionspendel von Adolf Repsold aus dem Jahre 1869, GeoForschungsZentrum, Potsdam

Experimentelle Untersuchungen zur Bestimmung der Pendellänge unternahmen Marin Mersenne (1588–1648), Jean Richer (1630–1696), Jean-Charles de Borda (1733–1799), Jean-Baptiste Biot (1774–1862) und François Arago (1786–1853), Henry Kater (1777–1835). Friedrich Wilhelm Bessel (1784–1846) führte mit einem von ihm entworfenen und von Johann Georg Repsold gefertigten Pendelapparat umfangreiche Untersuchungen zur Pendellänge und der sie beeinflussenden Faktoren durch. Entsprechende Untersuchungen hatte 1829/30 auch Heinrich Christian Schumacher auf Gut Güldenstein in Holstein vorgenommen.